# Cirrospilus ocellatus
Cirrospilus ocellatus är en stekelart som beskrevs av Girault 1917. Cirrospilus ocellatus ingår i släktet Cirrospilus och familjen finglanssteklar. Inga underarter finns listade i Catalogue of Life.